# إليزابيث غارسيا
إليزابيث غارسيا (بالنرويجية البوكمول: Elisabeth Garcia)‏ هي مصارعة الهواة نرويجية، ولدت في 3 يناير 1975.

## روابط خارجية
- إليزابيث غارسيا على موقع قاعدة بيانات المصارعة الدولية (الإنجليزية)